# Au service de Satan (film, 1972)
Cet article concerne le film de Frank Q. Dobbs. Pour le film  d'horreur de Jeff Lieberman, voir Au service de Satan.
Au service de Satan (titre originale en anglais : Enter the devil) est un film d'horreur américain réalisé par Frank Q. Dobbs en 1972

## Synopsis
Au Texas près de frontière mexicaine, des gens disparaissent, voilà qui embarrasse le shérif d'une part parce qu'il pense à sa réélection et d'autre part parce que ce genre de chose peut compromettre la saison de la chasse qui va justement s'ouvrir. Il envoie donc son adjoint enquêter sur place, celui-ci trouve refuge dans le motel d'une connaissance et s'en sert comme base. L'enquête piétine, un chasseur meurt mystérieusement provoquant la fuite de tous les autres chasseurs. Arrive alors la belle Leslie, docteur en sciences occultes, qui a une petite idée sur la question…

## Fiche technique
- Titre original : Enter the devil
- Titre francophone : Au service de Satan
- Réalisateur : Frank Q. Dobbs
- Scénario : Frank Q. Dobbs et David S. Cass Sr.
- Musique : Sam Douglas
- Photographie  : Michael F. Cusack
- Durée : 83 minutes
- Pays de production :  États-Unis
- Genre : Horreur, épouvante
- Date de sortie : 
  - États-Unis : 29 septembre 1972

## Distribution
- Joshua Bryant : Glenn
- Irene Kelly : Leslie
- David S. Cass Sr : Jase
- John Martin : le sherif
- Carle Bensen : le médecin légiste
- Norris Domingue : Chuy
- Willie Gonzales : Paco
- Ed Geldart : Sam
- Robert John Allen : Willis
- Happy Shahan : Ozzie Perkins
- Linda Rascoe : Maria
- Wanda Wilson : Juanita